# 89:an
89:an var en glass från glassbolaget GB. Den introducerades 1975 till priset av 1:65. Glassen liknade 88:an men hade svartvinbärsrippel i stället för nougatglass. Den blev till skillnad från 88:an ingen succé. 1976 var sista året för glassen och då kostade den 1,85 kr.